# Аспленій чорний
Аспленій чорний, селезінник чорний, аспленій адіант-чорний, костянець адіант-чорний (Asplenium adiantum-nigrum L.) — багаторічна трав'яниста рослина родини аспленієвих (Aspleniaceae). Вид занесено до Червоної книги України.

## Опис
Гемікриптофіт. Має повзуче або пряме кореневище, укрите чорними вузьколанцетними плівками без центральної жилки. Вайї, що зимують, виростають до 30-40 см; їхня пластинка двічі-, тричі-пірчасторозсічена, ланцетна або овальна, загострена, шкіряста, більш-менш блискуча, з віддаленими один від одного й спрямованими вгору сегментами; сегменти останнього порядку яйцеподібні або обернено-яйцеподібні, віддалені, по краях зубчасті; черешок рівний пластинці або довший від неї, у нижній частині блискучий, чорно-бурий; покрівець зовсім цілокраїй; спори яйцеподібно-ниркоподібні, з поверхні сітчасто-перетинчасті. Спороносить у серпні-вересні. Розмножується спорами і вегетативно.

## Ареал
Ареал виду: Атлантична й Центральна Європа, Середземномор'я, Кавказ, Середня і Мала Азія, Урал, Гімалаї, Північна й Південна Африка, північно-східній Мексиці, на Гаваях (заселяє вихололі лавові потоки в Гавайському вулканічному національному парку). В Україні зрідка трапляється у Криму, відомі чотири локалітети на Закарпатті й один на Поділлі (Хмельницька область). У Криму популяції стабільні, але досить малочисельні. Закарпатська популяція знаходиться в задовільному стані, найчисельніша популяція на Чорній горі поблизу міста Виноградів. Вона налічує понад 1000 рослин. Сучасний стан подільської популяцій невідомий: упродовж понад 70 років рослини тут не збирали.
Зростає на затінених вогкуватих скелях, у розщелинах, на кам'янистих місцях, іноді у пристовбурових частинах дерев у дубових, дубово-грабових і букових лісах (до висот 500 м над рівнем моря). В угрупованнях класу Quercetea pubescenti-petraeae, асоціації Genisto (pilosae)-Quercetum (polycarpae), Corno-Quercetum, союзу Carpinion, класу Asplenietea trichomanis. Умброфіт, мезофіт.

## Охорона
Має природоохоронний статус як рідкісний вид в Україні. Декоративна рослина. Відомостей про розмноження та розведення у спеціально створених умовах немає. Наукове значення чорного аспленію — субсередземноморський вид на північній межі ареалу в ізольованих локалітетах. Причиною зміни чисельності виду виступає: порушення місць виростання внаслідок добування каменю, рубки лісів, випасання худоби, рекреаційного навантаження.
Охороняють вид у Ялтинському гірсько-лісовому та Кримському природних заповідниках, у національному природному парку «Подільські Товтри» (Сатанівська Дача), у філіалі Карпатського біосферного заповідника «Чорна Гора». Доцільно створити заказники в околицях Мукачева. Запропоновано внести до Червоної книги Криму.Задля збереження популяцій заборонені рубки лісів, збирання та викопування рослин, руйнування місць зростання (розробка кар'єрів).
Також занесений до Червоних книг:
- Білорусі (2014)
- Туркменістану (1999)
- Російської Федерації (2008)
- Карачаєво-Черкеської Республіки (2013)
- Краснодарського краю (2007)
- Республіки Адигея (2012)
- Республіки Дагестан (2009)